# Front du Moyen-Orient
 (octobre 2018).
Si vous disposez d'ouvrages ou d'articles de référence ou si vous connaissez des sites web de qualité traitant du thème abordé ici, merci de compléter l'article en donnant les références utiles à sa vérifiabilité et en les liant à la section « Notes et références ».
Batailles
Front du Moyen-Orient
- Afrique du Nord
- Caucase
- Perse
- Dardanelles
- Mésopotamie
- Sinaï et Palestine
- Arménie
- Ctésiphon (11-1915)
- Kut-el-Amara (12-1915)
- Romani (8-1916)
- Magdhaba (12-1916)
- Révolte arabe
- Rafa (1-1917)
- Bagdad (3-1917)
- 1re Gaza (3-1917)
- 2e Gaza (4-1917)
- Aqaba (7-1917)
- Beer-Sheva (10-1917)
- 3e Gaza (11-1917)
- Jérusalem (12-1917)
- Megiddo (9-1918)
- Damas (9-1918)
- Alep (10-1918)

Front d'Europe de l’Ouest
Front italien
Front d'Europe de l'Est
Front des Balkans
Front africain
Bataille de l'Atlantique
Le front du Moyen-Orient de la Première Guerre mondiale a été ouvert du 29 octobre 1914 au 30 octobre 1918. Les belligérants étaient d'un côté l'Empire ottoman, assisté des autres puissances centrales, et de l'autre principalement les empires britannique et russe parmi les Alliés, assistés de la France et de l'Italie. Ce front a été le plus large de tous ceux de la Première Guerre mondiale.
En plus des forces régulières, les belligérants ont utilisé des forces irrégulières dans la région. Il y avait en faveur des Alliés les révoltés arabes, ainsi que la milice arménienne participant à la résistance contre l'Empire ottoman. Les unités de volontaires arméniens et la milice formeront d'ailleurs le Corps arménien de la République démocratique d'Arménie en 1918.
À la guerre terrestre s'ajoute une guerre maritime : les Français et les Britanniques instaurent un blocus de la Méditerranée orientale qui s'étend de la côte turque à l'Égypte, et qui a pour objectif d'affaiblir l'effort de guerre des empires centraux (l'Empire ottoman et, dans une moindre mesure, l'Allemagne).

## Contexte historique
En 1914, l'Europe est divisée entre deux systèmes d'alliances : la Triplice et l'Entente. Dès 1906, la prévision d'une guerre au cours de laquelle les troupes germanoturques prendraient l'Égypte en traversant le canal de Suez et provoqueraient une révolte de l'Afrique musulmane déstabilisant ainsi les colonies de l'Entente pousse les Britanniques à élaborer un plan pour intimider les Orientaux et les forcer à signer une paix séparée.
Ce plan prévoyait une action offensive à la fois navale et terrestre pour prendre possession des Détroits, menacer Constantinople et obliger ainsi la Sublime Porte à la paix. Une telle offensive nécessitait un grand déploiement de navires de guerre ainsi que d'importantes troupes d'infanterie.

## Déroulement des campagnes
Le front sera le théâtre de cinq campagnes principales : celles du Sinaï et de la Palestine, de Mésopotamie, du Caucase, perse et des Dardanelles. On peut également citer les campagnes d'Afrique du Nord, d'Arabie du Sud et la Grande révolte arabe de 1916-1918 contre l'autorité de l'Empire ottoman.
La participation de la Russie prit fin avec l'armistice d'Erzincan du 5 décembre 1917, avant le désengagement total de la Russie révolutionnaire avec la signature du traité de Brest-Litovsk. le 3 mars 1918.
Les Arméniens attendirent la conférence pour la paix de Trabzon (en) le 14 mars 1918 qui mena au traité de Batoumi du 4 juin 1918. Les Ottomans acceptèrent l'armistice de Moudros avec les Alliés le 30 octobre 1918, et signèrent le traité de Sèvres le 10 août 1920 ainsi que le traité de Lausanne le 24 juillet 1923.

### Campagne d'Afrique du Nord
Elle opposa principalement les Senoussi et des tribus berbères, appuyées par l'Empire ottoman et l'Empire allemand, au Royaume-Uni, à l'Italie et à la France dans le sud-ouest de la Libye et en Tripolitaine. Les Ottomans avaient l'intention d'ouvrir un nouveau front afin d'attirer les troupes britanniques combattant dans le Sinaï et en Palestine : il s'agissait de réduire la pression que les Allemands subissaient de la part des Alliés sur d'autres fronts. Les Italiens, souhaitant conserver les gains territoriaux qu'ils avaient faits par le biais du traité de Lausanne, participèrent au conflit.

### Campagne du Sinaï et de Palestine
En 1917, les Britanniques étendent leur zone d'opération contre la Palestine ottomane dans deux batailles infructueuses à Gaza en mars et avril. Le 26 mars 1917, le général britannique sir Archibald Murray commence à envahir la province turque en tentant de percer la ligne Gaza-Beer-Sheva avec 16 000 soldats. L'attaque dirigée par les unités sous les ordres du général sir Charles Dobell est un échec en raison d'une mauvaise organisation des Britanniques, d'un manque de communication entre les unités d'infanterie et de cavalerie, d'une pénurie d'eau potable et de la résistance turque.
Les Turcs, qui disposent du même nombre de soldats, dans ce qui deviendra la première bataille de Gaza, perdent 2 500 hommes lors des combats, tandis que les pertes britanniques s'élèvent à près de 4 000 hommes. Murray est cependant autorisé à lancer une deuxième attaque contre les Turcs.

### Campagne de Mésopotamie
De 1914 jusqu'à la fin de la guerre en 1918, les forces britanniques et indiennes affrontent les forces ottomanes bien supérieures en nombre en Mésopotamie.
En 1914, les Britanniques possédaient les riches gisements pétrolifères du Koweït mais ils rêvaient de s'emparer de la région de Bassorah, elle aussi riche en pétrole et aux mains de l'Empire ottoman. L'entrée en guerre de la Turquie le 29 octobre 1914 aux côtés des Allemands va permettre aux Britanniques de s'emparer de la Mésopotamie et de ses richesses.
Les Britanniques décident de réagir à la suite de l'entrée en guerre de la Turquie et envoient la 6e division indienne débarquer en Mésopotamie afin de protéger le pétrole koweïtien. La raffinerie de pétrole d'Abadan est prise début novembre. Mais pour la protéger des contre-attaques turques, la prise de Bassorah est nécessaire. La 6e division indienne s'élance à l'attaque de la ville le 14 novembre 1914 et finit par s'en emparer le 23 novembre.

### Campagne du Caucase
La campagne du Caucase s'étendit du Caucase à l'Anatolie orientale jusqu'à Trabzon, Bitlis, Muş et Van. La flotte russe se déploya dans la région de la mer Noire contrôlée par l'Empire ottoman.
Le 23 février 1917, l'avancée russe fut stoppée par la Révolution russe et, par la suite, l'Armée du Caucase en pleine désintégration fut remplacée par les forces armées de l'Arménie nouvellement créée, comprenant les volontaires et les irréguliers arméniens.
En 1918, la région vit également la création de la République de Caspienne centrale et de la République démocratique d'Arménie, ainsi que l'arrivée d'une armée alliée du nom de Dunsterforce (en), composée de troupes d'élite issues des Fronts de Mésopotamie et de l'ouest. L'Empire ottoman et l'Allemagne connurent des désaccords à Batoumi lors de l'arrivée de l'expédition allemande dans le Caucase, dont la mission principale était de sécuriser les champs de pétrole et l'oléoduc de Bakou à Batoumi.
Le 3 mars 1918, la campagne se termina entre l'Empire ottoman et la Russie avec la signature du traité de Brest-Litovsk et le 4 juin, l'Empire ottoman signa le traité de Batoumi avec l'Arménie. Cependant, il resta en guerre avec la République de Caspienne centrale, l'Arménie orientale ayant fait sécession et la Dunsterforce de l'Empire britannique jusqu'à l'armistice de Moudros signé le 30 octobre 1918.

### Campagne de Perse
La Perse – l'actuel Iran – était neutre lors de la Première Guerre mondiale, mais a été affectée par la rivalité entre les Alliés et les empires centraux. La Perse a des réserves significatives de pétrole et est stratégiquement située entre l'Afghanistan et trois États participant au conflit : l'Empire ottoman, la Russie et l'empire britannique.
Le combat principal dans ce théâtre d'opération s'est produit quand une force composée en grande part de Russes s'est déplacée au sud à travers la Perse occidentale, afin d'essayer d'aider la garnison britannique assiégée à Kut, vers la fin de 1915; mais les troupes russes étaient toujours à 90 kilomètres de la frontière mésopotamienne quand les forces britanniques assiégées se sont rendues.
Des accrochages mineurs se sont produits dans ce secteur tout le reste de la guerre, la plupart du temps autour de la ville de Hamadan. La Russie espérait atteindre le golfe Persique et y établir un port, mais elle n'a pu atteindre cet objectif.
La présence des troupes britanniques, russes et ottomanes qui ont pratiqué les réquisitions de denrées alimentaires est, avec les épisodes de sécheresse, et la spéculation, une cause majeure de la famine en Perse de 1917-1919 - laquelle a entraîné la mort de 2 millions d'habitants de ce pays,..

## Blocus de la Méditerranée orientale
Le blocus interrompt le commerce et s'inscrit dans une logique de guerre économique. Dans un premier temps, les Britanniques mettent en place le blocus de l'Allemagne en mer du Nord puis, en coopération avec la France, appliquent la même politique de blocus contre les Ottomans. Les buts de guerre sont d'étrangler l'Empire ottoman et d'isoler davantage l'Allemagne, en l'empêchant de se ravitailler en Turquie, en Syrie et en Égypte.
Comparé au blocus de l’Allemagne, celui de la Méditerranée orientale est beaucoup plus hermétique : les U-Boote protègent les côtes allemandes, contraignant la flotte britannique à opérer à distance ; ces sous-marins sont bien moins actifs en Méditerranée, où ils disposent de trop peu de bases navales (Constantinople et les ports autrichiens).
Les Ottomans n'ont pas eu les moyens de défendre leurs côtes ni de préserver leur ravitaillement par voie de mer. Les routes terrestres étaient en nombre insuffisant pour acheminer des troupes vers les littoraux menacés par des raids de l'Entente. L'Empire ottoman ne disposait que de 5500 km de voies ferrées.
Du fait du blocus, l'armée ottomane a pâti de pénuries alimentaires et d'un défaut d'équipement.
240 000 soldats ottomans sont morts à l'arrière, contre 85 000 hommes morts au combat, «ce qui laisse deviner l’ampleur des carences alimentaires et médicales dont souffrit l’Empire ottoman. Encore les pertes militaires réelles purent-elles dépasser les 325 000 morts recensés, et atteindre 500 000 ou 600 000 victimes », écrit l'historien Martin Motte. Le taux de décès dans l’armée ottomane est estimé à 27 % de morts ; à titre de comparaison, il est de 16,8 % dans l’armée française durant la même période.
Les conséquences du blocus des côtes méditerranéennes se sont abattues aussi sur les populations civiles. Les effets sont plus dramatiques que ceux du blocus de l'Allemagne parce que les routes terrestres sont moins nombreuses en Asie qu'en Europe.
Les Alliés ont utilisé la famine comme arme de guerre selon l'historienne Laura C. Robson.
Le Levant, qui comprend les pays actuels que sont Syrie, le Liban, la Jordanie, Palestine / Israël, a été le plus touché (jusqu'à Acre et Haïfa au sud). La province du Mont-Liban a le plus souffert : elle avait abandonné les cultures céréalières pour se spécialiser dans la sériciculture ; le blocus empêchait l'exportation des vers à soie, colonne vertébrale de l'économie, ainsi que l'importation des denrées alimentaires. Voir l'article Grande famine du Mont-Liban.